# メイドRPG
メイドRPGは神谷涼が製作したメイド萌えテーブルトークRPG（TRPG）。2004年にサンセットゲームズから書籍版で発売された。

## 概要
タイトルのとおり、プレイヤーキャラクター（PC）がメイドになって、ご主人様に奉仕して一番の寵愛を受けることが目的のゲームである。PCがご主人様になってメイドにちやほやされるゲームではない。ご主人様はNPCとして作られゲームマスター（GM）が管理することになる。
このゲームのメイド像は1990年代以降のアニメやゲームに見られるサブカルチャーとしての「メイド萌え」の影響下にあるもので、いわゆる萌え属性に基づいたかなりコケティッシュなPCが創造される。ゲームのストーリー展開もハーレムアニメのお約束に基づいたスラップスティックコメディなものになりがちで、しかも基本的にお色気展開になることが多い。システム的にはこれらのノリを再現するために豊富なイベントチャートが用意されている。
PCの目的が「一番の寵愛を受ける」ことである以上、他のメイドPCとは当然のように対立が起こる。そのため、ゲーム的には一種の対戦型マルチゲームの様相を見せることになる。ただし、このゲームでは大抵ご主人様は危険なハプニングに合うようにできているので、協力するときは協力しあわないとご主人様を守りきることはまずできない。

## システム

### キャラクターメイキング
このゲームは項目が多岐にわたるのだが、そのほとんどが「チャートから属性を選択する」というものであり、ロールオアチョイスで行われるため、ダイスを使えば10分もかからずに全てのゲームの準備が終る。

#### メイド
PCは「ピュア」「ロリータ」「ヒロイン」「セクシー」「ボーイッシュ」「クール」などのメイド属性を2つ選ぶことによっておおまかなスタイルが決定される。このメイド属性が他のTRPGでいうキャラクタークラスに相当する。
また、PCは「メイド特性」というものを設定する必要がある。これはそのメイドがいかに「普通の人間ではないか」を表すものであり、これによりロボメイドになったりネコミミメイドになったり超能力メイドになったり傭兵メイドになったりできる。「病弱」や「妄想癖」など比較的人間的な特性もあるが、それでもPCは「普通の人間ではない」ことが強制的に要求されることは変わりはない。
他にも、どうしてメイドになったのかを表現する「メイドルーツ」（借金のカタにつれてこられたというものや組織のスパイなど様々）、メイドの外見を設定する「メイドカラー」（特にコスチュームの豊富さが特徴。「透明」というきわどいコスチュームもある）、メイドの影の部分を設定する「トラウマ」（親友の裏切りといったものから自殺歴アリというヘビーなものまで）、メイドが所有する必殺武器を設定する「メイドウェポン」など、多数のパラメーターがPCには用意されており、多様なイメージのメイドを作り出すことができる。

#### ご主人様
メイドと似たフォーマットで作成されるが、属性はご主人様専用のものを選択する必要がある。「女装」「不死者」など変態的なものが多いのが特徴でまずまともなご主人様は作成されない。
また、ご主人様にはパワーソースというデータがあり、ご主人様の支配力の背景が現される（「権力」「武力」などで表される）

### 行為判定
行為判定は6面サイコロを一個振って、そこに対応する能力値を乗算するだけという単純なものであるが、「寵愛度」という一種にヒーローポイントを消費することで超人的なメイドパワーを駆使することもできるようになっている。また、寵愛度を使用することでイベントを強制発生させることもでき（発生できるイベントはチャートより選ぶ）、これにより自分のPCに得意な状況を作り出して他のメイドよりも優位にご主人様に奉仕することも可能になる。
寵愛度はご主人様に対してプラスになる奉仕ができれば与えられる。ただし寵愛度が0になると解雇されNPC化するので寵愛度の乱用はできない。
寵愛度に似た能力として「ストレス」というポイントも設定されており、これはメイドにとってストレスが溜まりそうな状況になれば与えられる。ストレスがある一定以上溜まるとキャラクターは暴走するのだが、この暴走に内容はキャラクターメイキングの際に設定される。なお、ストレスはご主人様にも設定されているパラメーターである。
ゲーム的には、ストレスはヒットポイント、寵愛度はマジックポイントに近い。これらの増減はアイテムやメイドパワーの使用、イベントチャートなどでも起こるため、このゲームの戦闘はストレスの与え合いという形で表現される。（ストレスによる暴走の効果の中には「即死」というものもある）

## 世界設定
このゲームは屋敷の外には基本的にめったに出ないゲームなので、屋敷の設定こそがすなわちゲームの世界設定となる。
屋敷もまたメイドやご主人様のようにいくつか設定された属性から任意に選ぶことができる。屋敷のデータは以下の4種類が存在する。
- ワールド　:　屋敷の文化や技術レベルを決めるデータ。ファンタジー世界や未来世界なども選べる。
- ムード　：　屋敷の雰囲気を決める。おどろおどろしい幽霊屋敷のようなものから陽だまりの中にある暖かな雰囲気まで様々
- 屋敷　：　屋敷そのものの建築様式の設定。和風、洋風、ダンジョン風など様々な屋敷が建築できる。
- 特殊施設　：　屋敷に隠された「普通でない施設」のこと。地下施設や自爆スイッチなど。

## 英語翻訳
このゲームは国産テーブルトークRPG作品として初の英訳出版された作品となった（英訳それ自体のスタートは『天羅万象』の方が先であるが、こちらはまだ出版されていない）。
英語版は基本ルールブック『メイドRPG』にサプリメント『恋するメイドRPG』『夢みるメイドRPG』を加え、それに英語版独自の記事やジャパニメーションカルチャー解説、キャラクターシートやDTPの刷新などが追記され、アメリカでのGen Conでは即日完売となるほどであった。

## 作品一覧
- メイドRPG　（基本ルールブック。ISBN 4-902918-03-X）
- 恋するメイドRPG　（サプリメント。ISBN 4-902918-06-4）
- 夢みるメイドRPG　（シナリオ集&サプリメント。ISBN 4-902918-07-2）